# Монастырь Раковица
Раковицкий монастырь (серб. Манастир Раковица) — духовное учреждение Сербской православной церкви. Относится к Белградско-Карловацкой архиепископии. Посвящён архангелам Михаилу и Гавриилу. Расположен в пригороде Белграда. Памятник культуры.

## История
Основан в XIV веке. Первые упоминания в исторических источниках — с XVI века.
На протяжении веков несколько раз был разрушен и восстановлен.

## Храм
Оформлен в моравском стиле. В 1862 году старый настенный иконостас был заменён новым, украшенным резьбой по дереву (создан на средства князя Михаила Обреновича).
В начале XX века иконостас был обновлён, и на месте старых икон были установлены новые, работы художника-монаха Рафаила Момчиловича.
Владеет богатой ризницей, где хранятся многие ценнейшие предметы искусства, например, значительная коллекция книг XVII—XIX веков.

## Погребения
Здесь находятся фамильные усыпальницы Еврема Обреновича и генерала Миловоя Блазнавца, могилы многих известных личностей, в том числе сербских патриархов Димитрия и Павла, а также Себастьяна Роша, членов королевского рода Обреновичей и др. К северной монастырской стене снаружи примыкает надгробный памятник герою Первого сербского восстания воеводе Васе Чарапичу.